# Прісовський Євген Миколайович
Євген Миколайович Прісовський (2 травня 1933 , Одеса — 9 жовтня 2007, Одеса) — український літературний критик і педагог, професор.

## Біографія
Є. М. Прісовський народився 2 травня 1933 року в місті Одеса. В 1956 році закінчив філологічний факультет Одеського державного університету. Вчителював в школах Одеси. Водночас в 1964—1967 роках завідував редакцією художньої літератури республіканського видавництва «Маяк» (Одеса).
В 1965 році захистив дисертацію «Поезія Леоніда Первомайського» і здобув науковий ступінь кандидата філологічних наук.
З 1967 року викладав в Одеському державному університеті імені І. І. Мечникова. З 1973 року працював доцентом кафедри української літератури.
В 1987 році захистив дисертацію «Творча індивідуальність поета і літературний процес (на матеріалі радянської поезії кінця 50 — 70 років)» на здобуття наукового ступеня доктора філологічних наук. В 1990 році присвоєно вчене звання професора.
В 1988—2004 роках завідував кафедрою української літератури Одеського університету.
З 1970 року — член Національної спілки письменників України. Відомий як літературний критик. Писав українською та російською мовами.
Помер 9 жовтня 2007 року в Одесі. Похований на Слобідському кладовищі.

## Наукова діяльність
Сфера наукових зацікавлень Є. М. Прісовського — лірика української класичної та сучасної літератури. Центральна тема наукових пошуків — дослідження специфіки зв'язку лірики як особливого літертурного роду з дійсністю, типів і форм ліричного конфлікту, жанрових форм лірики, співвідношення об'єктивного та суб'єктивного в поетичному самоусвідомленні життя.

#### Окремі праці
- Поезія Леоніда Первомайського. — Київ, 1968. — 231 с.
- Неспокій шукань. — Київ, 1972. — 183 с.
- Українська радянська поезія 70-х років. — Київ, 1982. — 47 с.
- Лірика душі, доби героїка. — Київ, 1983.- 230 с.
- Відповідальність за слово. — Одеса, 1994. —176 с.
- Творча індивідуальність поета. — Одеса, 2003. — 104 с.
- Дороговказ на віки. — Одеса, 2006. — 182 с.
- Слово мужності, правди й любові. — Одеса, 2007. — 266 с.